# 피부직삼
피부직삼은 기존에 수삼을 표피를 벗기고 건조한 대신 표피를 제거하지 않은 상태로 말린 건삼으로써 사포닌 성분이 기존에 껍질을 벗긴 백삼보다 함유량이 많아 홍삼제조기용으로 주로 사용된다. 따라서 껍질을 벗기지 않고 바르게 펴서 건조한 인삼을 피부직삼이라 한다.